# Wayne Hennessey
Wayne Robert Hennessey (Bangor, 24 de janeiro de 1987) é um futebolista galês que atua como goleiro. Atualmente está sem clube.

## Carreira
Hennessey fez parte do elenco da Seleção Galesa de Futebol da Eurocopa de 2016 e Eurocopa de 2020.